# 초 분모
초 분모(楚 蚡冒, ? ~ 기원전 741년)는 중국 초나라의 제16대 군주(재위: 기원전 757년 ~ 기원전 741년)이다. 이름은 순(眴)이다. 시호는 여왕(厲王)이라고도 한다. 소오의 아들이다.

## 생애
소오의 뒤를 이어 초나라의 자작이 되었다.
당시 초나라는 약오, 소오 이래로 계속 강대해져 왔고, 분모 역시 초나라가 강성해지는데 기여하였다.
기원전 741년에 죽었는데, 분모의 동생인 무왕이 분모의 아들을 죽이고 뒤를 이었다.
| 전 임 아버지 소오 웅감 | 제16대 초나라의 군주 기원전 757년 ~ 기원전 741년 | 후 임 동생 무왕 웅철 |